# 381 هـ
381 هـ هي سنة في التقويم الهجري امتدت مقابلةً في التقويم الميلادي بين سنتي 991 و992.

## أحداث
- أبو عامر المنصور يعين زيري بن عطية على المغرب الأقصى.
- الديلم يخلعون الخليفة الطائع بالله والقادر بالله يتولي الحكم.

## وفيات
- أبو الحسن العامري
- الشيخ الصدوق
- محمد بن يبقى بن زرب

- أبو بكر بن مهران: مقرئ نيسابور، مصنف "الغاية"